# Гимназия № 7 (Грозный)
Гимназия № 7 (ранее Средняя школа № 23) — одна из средних общеобразовательных школ города Грозного, располагается в Байсангуровском районе по улице Гуцериева (бывшая Буровая).

## История
В 1947 году трестом «Октябрьнефть» в Октябрьском районе (ныне Байсангуровский район) города Грозного был построен жилой микрорайон для сотрудников организации, который включал в себя социальные объекты. Одним из таких объектов была средняя школа № 23, расположенная по улице Буровой. В конце 1970-х годов школа была преобразована в Учебно-производственный комбинат (УПК), где ученики средних школ проходили профессиональное обучение первоначальным навыкам труда. В отдельном одноэтажном здании располагалась секция картинга. Был также картодром, где каждый месяц проходили межшкольные соревнования.
Во время военных действий на территории Чеченской Республики здание школы было разрушено.

## Современная реконструкция
В 2005 году здание школы было восстановлено на средства предпринимателя и мецената М. С Гуцериева. Соглашение о сотрудничестве в социальной сфере между нефтегазовой компанией «РуссНефть» и Правительством Чеченской Республики подписывал Президент республики Ахмад Кадыров.
Впоследствии школа была переименована в гимназию № 7, так как номер № 23 был присвоен другой грозненской школе, расположенной по улице Ханкальской.
В гимназии обучается более тысячи учеников. В здании расположены 40 классных комнат, компьютерный класс, стадион, четыре спортивных зала, включая зал для игр, тренажёрный зал, борцовский зал, теннисный зал, столовая и стоматологический кабинет. При открытии гимназии присутствовали бывший президент Чеченской республики Алу Аханов, глава правительства Рамзан Кадыров, учителя и ученики бывшей школы № 23. Гимназия получила имя «Марем», в честь матери Михаила Гуцериева. Президент «РуссНефти» Михаил Гуцериев жил в Грозном и учился в 23-й школе.
Гимназия является первой современной школой, возведённой за 20 лет в Грозном, и первой в послевоенный период.
Впоследствии Алу Алханов принял решение назвать улицу, где расположена гимназия, именем Михаила Гуцериева.

## Известные выпускники школы
- Известный предприниматель, депутат государственной думы, меценат, писатель М. С. Гуцериев[7][8][9].